# Union syndicale des travailleurs de Centrafrique
L'Union syndicale des travailleurs de Centrafrique (USTC), est une confédération syndicale centrafricaine fondée en 1980. Elle est affiliée à la Confédération syndicale internationale (CSI).

## Organisations affiliées
- Fédération syndicale des enseignants de Centrafrique (FSEC)

## Dirigeants

### Secrétaires généraux
- Théophile Sonny‐Colé
- Noël Ramadan

### Autres dirigeants
- Cécile Guéret